# Les Sorciers de Waverly Place
Les Sorciers de Waverly Place, le film Waverly Place : Les Nouveaux Sorciers
Les Sorciers de Waverly Place (Wizards of Waverly Place) est une série télévisée américaine de 110 épisodes de 25 minutes créée par Todd J. Greenwald et diffusée entre le 12 octobre 2007 et le 15 mars 2013 sur Disney Channel USA. Une adaptation de la série, Les Sorciers de Waverly Place, le film, a été diffusé sur Disney Channel le 28 août 2009.
En France, la série est diffusée entre le 22 janvier 2008 et le 16 février 2012 
sur Disney Channel et en exclusivité TNT sur NRJ 12 entre le 31 août 2009 et 2012. Au Québec, la série est diffusée depuis le 24 août 2009 sur VRAK.TV.
Elle a été primée en 2009 au "Outstanding Children's Program" lors de la 61e cérémonie des Primetime Emmy Awards. Les Sorciers de Waverly Place s’achève comme étant la série la plus longue de Disney Channel (dépassant Phénomène Raven) avec 110 épisodes sur quatre saisons. Le dernier épisode a été vu en moyenne par 10 millions de téléspectateurs, ce qui en fait l'épisode final des Disney Channel Original Series le plus regardé.
La série est disponible sur Disney +, depuis le lancement de la plateforme. 
Le 15 mars 2013, sort un épisode spécial, Le Retour des sorciers: Alex contre Alex (en),.

## Synopsis
Les Sorciers de Waverly Place raconte l'histoire d'une famille américaine d'origine italo-mexicaine, les Russo. Elle est composée du père, Jerry Russo (David DeLuise), ancien sorcier qui a abandonné ses pouvoirs pour épouser une mortelle, Theresa (Maria Canals Barrera), avec qui il a eu trois enfants : Justin (David Henrie), l'aîné de la famille, Alex (Selena Gomez), rebelle en échec scolaire, principale héroïne autour de laquelle s'articule la série, et leur petit frère Max (Jake T. Austin). Les trois enfants ont hérité des pouvoirs de sorciers de leur père, et sont des sorciers en apprentissage, qui participent à une « compétition familiale des sorciers », à l'issue de laquelle seul un des enfants conservera ses pouvoirs. Les deux autres deviendront de simples mortels.

## Distribution

### Acteurs principaux
- Selena Gomez (VF : Karine Foviau) : Alex Russo ou Alexandra Marguerita Russo
- David Henrie (VF : Donald Reignoux) : Justin Russo ou Justin Vincenze Pepe Russo
- Jake T. Austin (VF : Alexandre Nguyen) : Max Russo
- Jennifer Stone (VF : Céline Ronté) : Harper Finkle
- Maria Canals Barrera (VF : Déborah Perret) : Theresa Russo
- David DeLuise (VF : Xavier Fagnon) : Jerry Russo

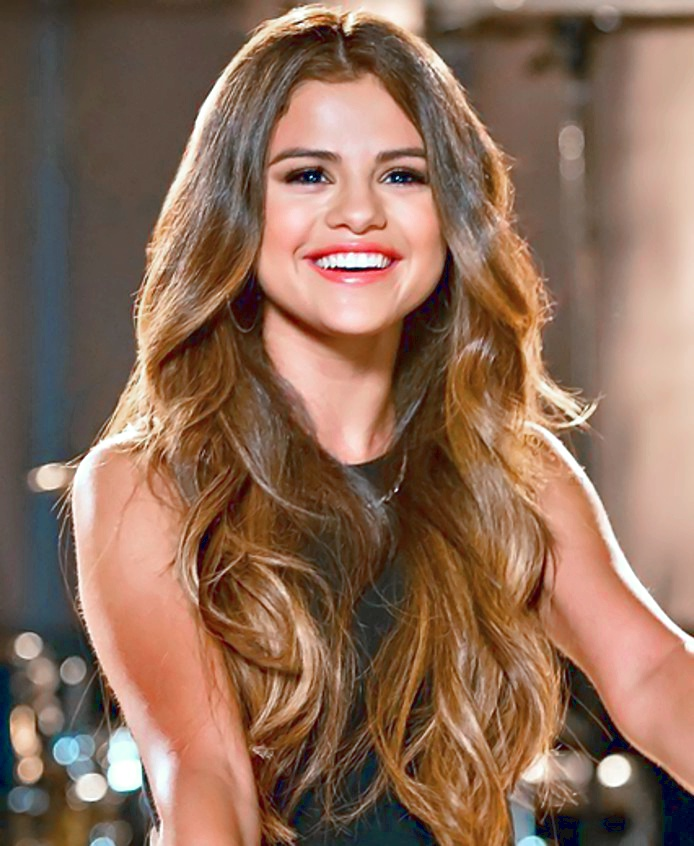
Selena Gomez interprète Alex Russo.
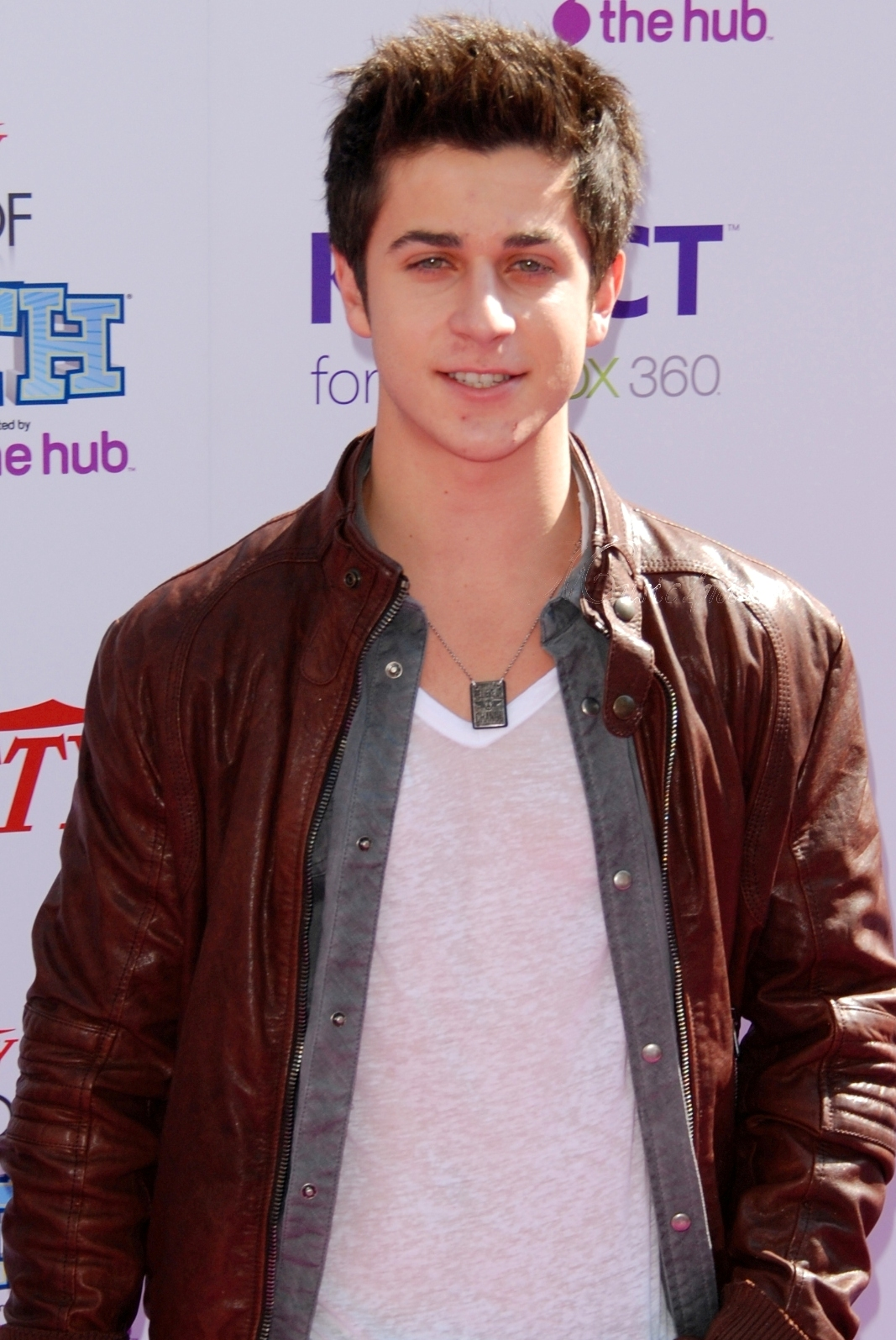
David Henrie interprète Justin Russo.
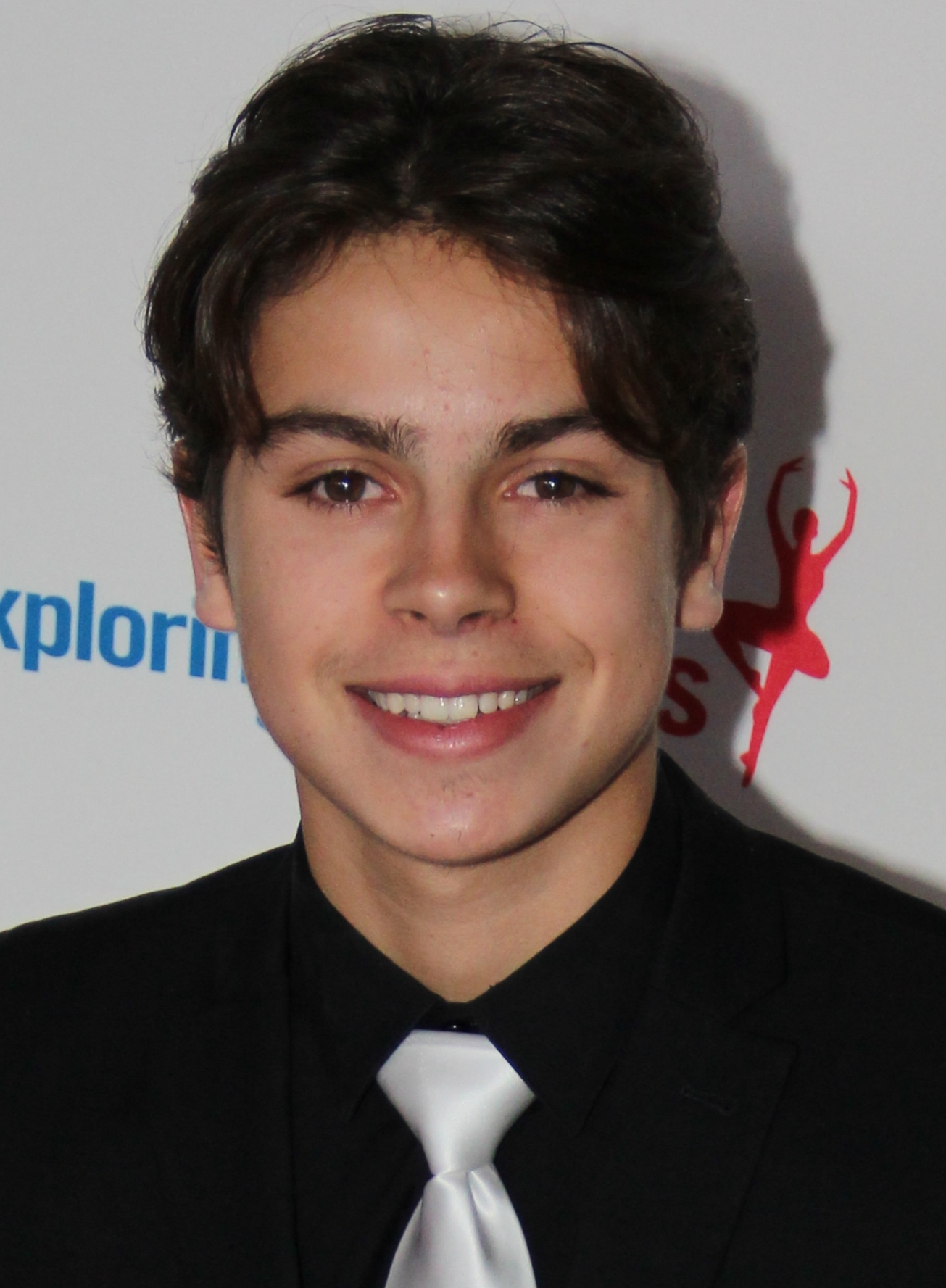
Jake T. Austin interprète Max Russo.
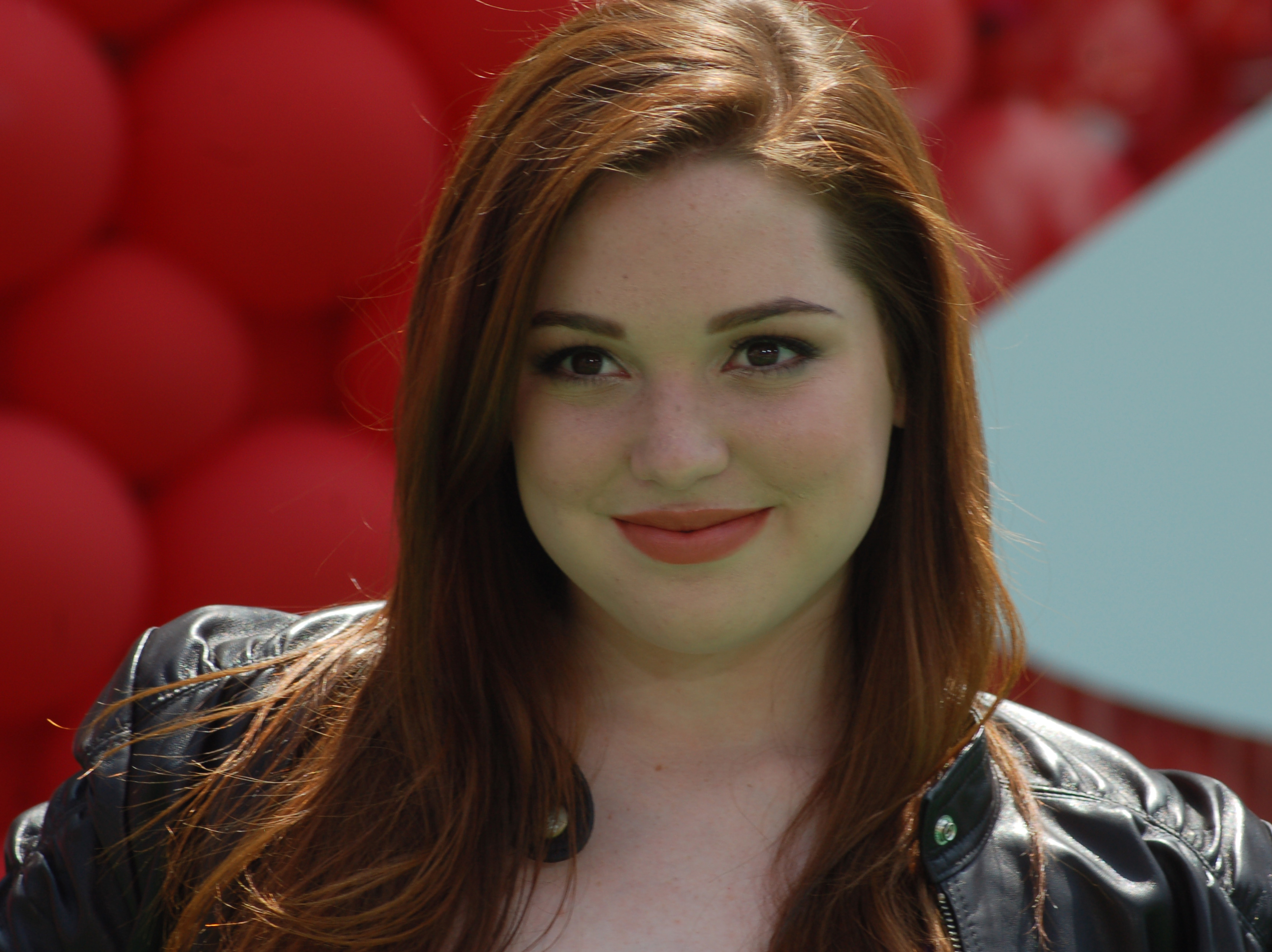
Jennifer Stone interprète Harper Finkle.
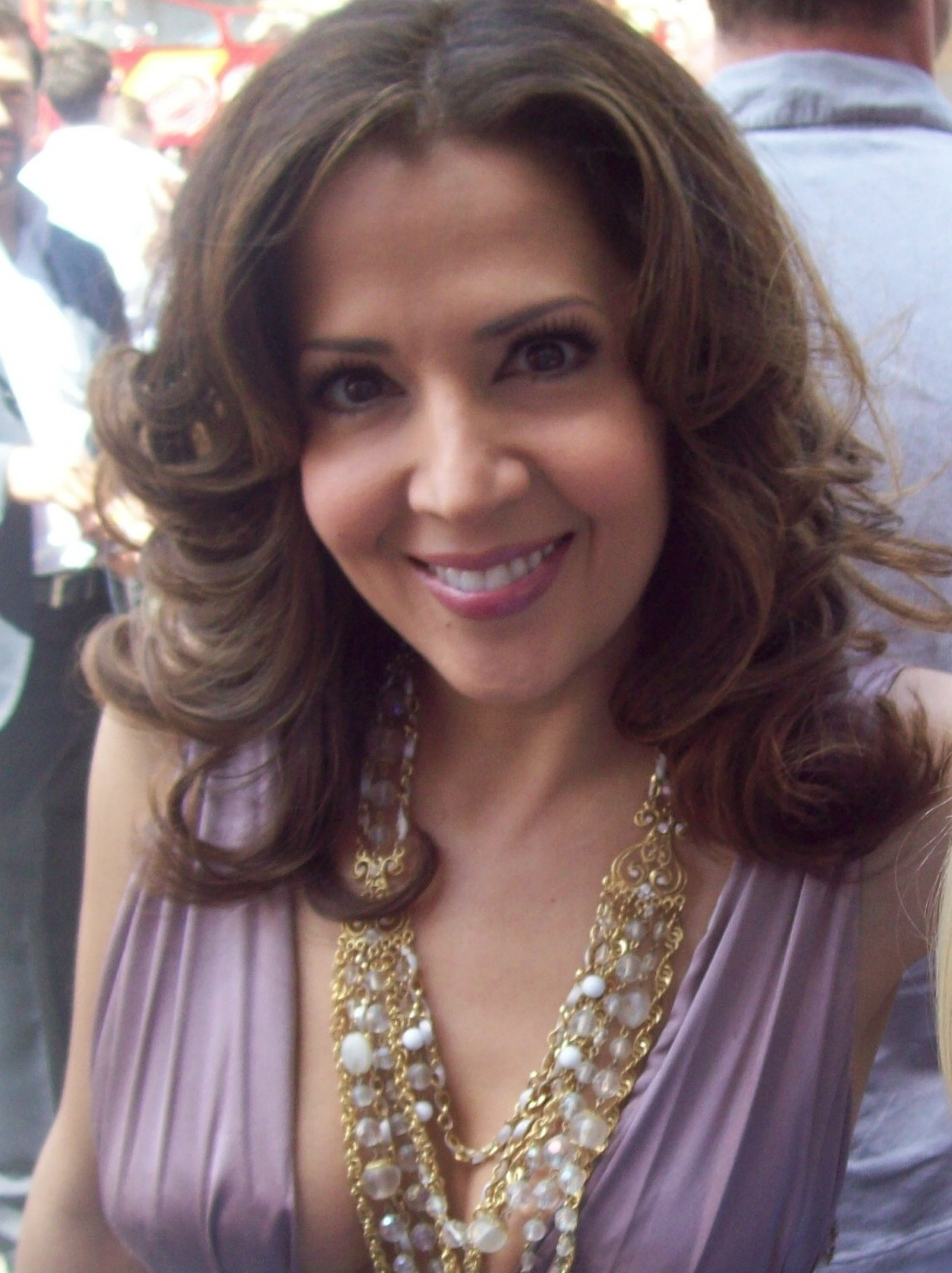
Maria Canals Barrera interprète Theresa Russo.
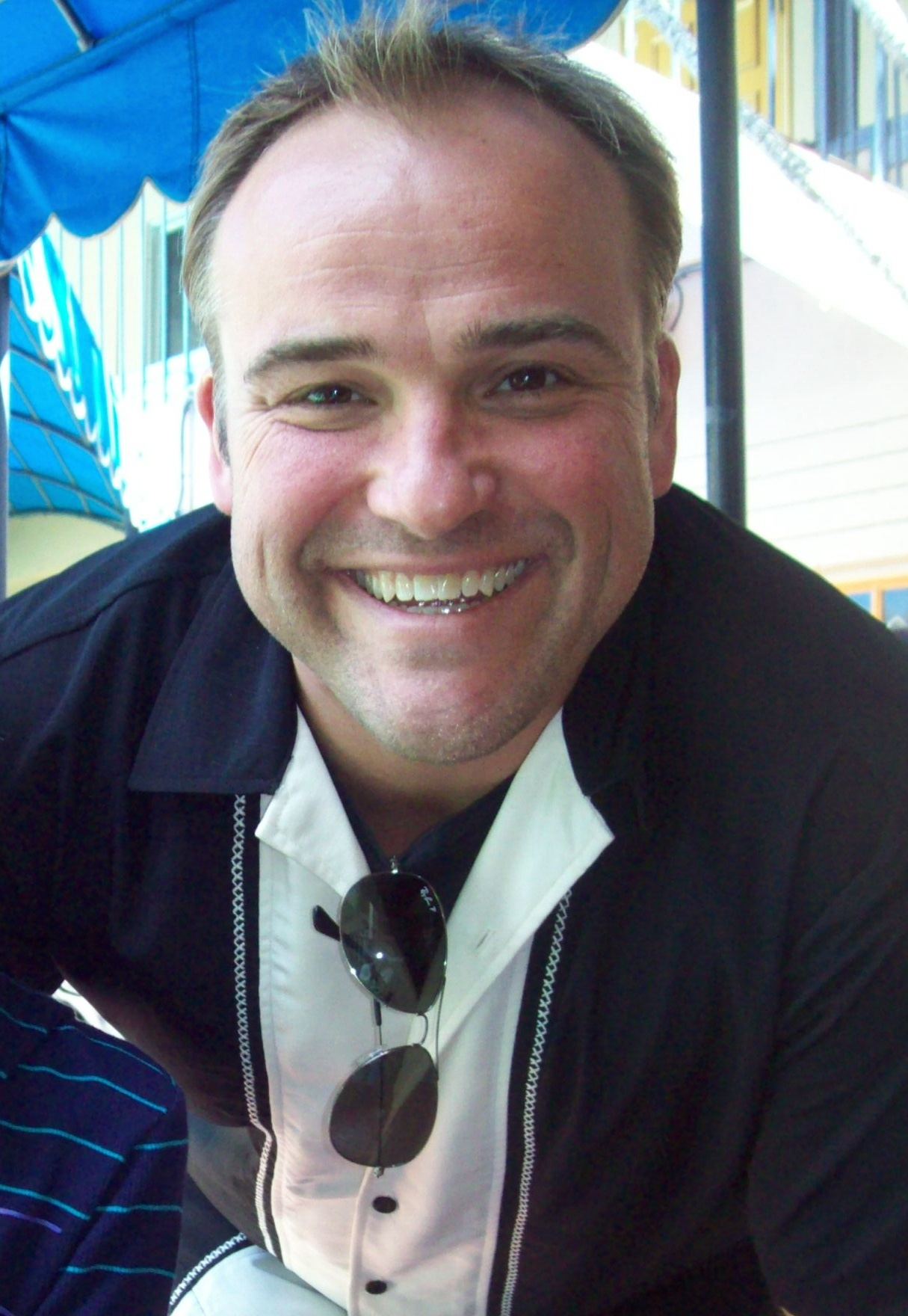
David DeLuise interprète Jerry Russo.

### Acteurs secondaires
- Ian Abercrombie (VF : Christian de Smet) : Professeur Crumbs (10 épisodes)
- Dan Benson (VF : Fabrice Fara) : Zachary Ezekiel "Zeke" Rosenblatt Beakermanled (32 épisodes)
- Bill Chott (VF : Alain Flick) : M. Herschel Laritate (23 épisodes)
- Andy Kindler (VF : Sébastien Desjours) : Chancelier Rudy Tootietootie (saisons 1 et 4, 6 épisodes)
- Bailee Madison (VF : Camille Donda) : Maxine Russo (saison 4, 6 épisodes)
- Bridgit Mendler (VF : Noémie Orphelin) : Juliet Van Heusen (saisons 2 à 4, 10 épisodes)
- Daniel Samonas (VF : Alexis Tomassian) : Dean Moriarty (saisons 2 et 4, 9 épisodes)
- Gregg Sulkin (VF : Fabrice Trojani) : Mason Greyback (18 épisodes)

### Acteurs récurrents et guest stars
- Moises Arias (VF : Pierre Casanova) : Conscience (saison 3, 3 épisodes)
- J. Evan Bonifant : Jerko Phoenix  (saison 1, épisodes 13 et 14)
- Samantha Boscarino : Lisa Cucuy (saison 4, épisode 2)
- Leven Rambin (VF : Marie-Eugénie Maréchal) : Rosie (saison 4, épisodes 7, 8 et 9)
- David Copperfield : lui-même (saison 4, épisode 26)
- Cindy Crawford : Bibi Rockford (saison 2, épisode 13)
- Chad Duell (VF : Hervé Rey) : Ronald Longcape Jr. (saison 2)
- Jeff Garlin (VF : Paul Borne) : Kelbo Russo (« oncle Kelbo »)
- Maurice Godin : Ronald Longcape Sr. (saison 2)
- Lucy Hale : Miranda Hampson (saison 1)
- Adam Irigoyen : Conscience de Conscience (saison 3, épisode 5)
- Dwayne Johnson (VF : Guillaume Orsat) : lui-même (saison 2, épisode 15)
- Gilland Jones (VF : Claire Baradat) : Jenny Majorheely (saisons 2 et 3)
- Hayley Kiyoko (VF : Olivia Luccioni) : Stevie (saison 3)
- Eric Allan Kramer : l'entraîneur, fiancé de la dame de la cantine (saison 1, épisode 16)
- Paul Litowsky : Frankie/Joey  (saisons 1 et 3)
- Misty May-Treanor : elle-même (saison 2, épisode 15)
- China Anne McClain (VF : Kelly Marot) : Tina (saison 4, épisode 9)
- McKaley Miller (VF : Delphine Braillon) : Talia (saison 4)
- Belita Moreno : la grand-mère Russo  (saison 2)
- Andy Pessoa : Alfred (saison 2)
- Sarah Ramos : Isabella (saison 2, épisode 2)
- Nick Roux : Chase (saison 4)
- Daryl Sabara : T.J. Taylor (saisons 1 et 2)
- Skyler Samuels (VF : Edwige Lemoine) : Gertrude « Gigi » Hollingsworth (saisons 1 et 2)
- Shakira : elle-même (saison 3, épisode 12)
- Brenda Song (VF : Nathalie Bienaimé) : London Tipton (saison 2, épisode 25 : épisode croisé avec la 1re partie de La Vie de croisière ensorcelante d'Hannah Montana)
- Phill Lewis (VF : Laurent Morteau) : Mario Moseby (saison 2, épisode 25 : épisode croisé avec la 1re partie de La Vie de croisière ensorcelante d'Hannah Montana)
- Dylan Sprouse (VF : Gwenaël Sommier) : Zack Martin (saison 2, épisode 25 : épisode croisé avec la 1re partie de La Vie de croisière ensorcelante d'Hannah Montana)
- Cole Sprouse (VF : Gwenaël Sommier) : Cody Martin (saison 2, épisode 25 : épisode croisé avec la 1re partie de La Vie de croisière ensorcelante d'Hannah Montana)
- Debby Ryan (VF : Manon Azem) : Bailey Pickett (saison 2, épisode 25 : épisode croisé avec la 1re partie de La Vie de croisière ensorcelante d'Hannah Montana)
- Octavia Spencer (VF : Maïk Darah) : Dr Diablotine (saison 1, épisodes 13 et 14)
- Josh Sussman (VF : Benjamin Tribes) : Hugh Normous/Rico Lossal (saisons 1 et 2)
- Bella Thorne (VF : Claire Baradat) : Nancy Lukey  (saison 3, épisode 19)
- Kari Wahlgren : Hélène, responsable de la commission de la compétition familiale des sorciers (saison 4)
- Fred Willard : M. Stuffleby (saisons 2 et 3)
- Chelsea Staub : Cari Langsdorf (saison 1, épisode 15)

Version française
- - Société de doublage : Dubbing Brothers[5],[6]
  - Direction artistique : Dorothée Pousséo[5],[6]
  - Adaptation des dialogues : Nadine Delanoë[5]

 Source et légende : version française (VF) sur RS Doublage et Doublage Séries Database

## Épisodes
La série comporte quatre saisons.
| Saison   | Saison   | Épisodes | États-Unis        | États-Unis      | France          | France          |
| Saison   | Saison   | Épisodes | Début             | Fin             | Début           | Fin             |
| -------- | -------- | -------- | ----------------- | --------------- | --------------- | --------------- |
|          | 1        | 21       | 12 octobre 2007   | 31 août 2008    | 22 janvier 2008 | 6 octobre 2008  |
|          | 2        | 30       | 12 septembre 2008 | 21 août 2009    | 21 janvier 2009 | 4 novembre 2009 |
| Film     | Film     | Film     | 28 août 2009      | 28 août 2009    | 27 octobre 2009 | 27 octobre 2009 |
|          | 3        | 30       | 9 octobre 2009    | 15 octobre 2010 | 20 janvier 2010 | 3 novembre 2010 |
|          | 4        | 29       | 12 novembre 2010  | 6 janvier 2012  | 13 avril 2011   | 16 février 2012 |
| Téléfilm | Téléfilm | Téléfilm | 15 mars 2013      | 15 mars 2013    | 1er juin 2013   | 1er juin 2013   |

### Saison 1 (2007-2008)
| №    | #    | Titre français                                                          | Titre original                             | Diffusions française | Diffusions originale | Code prod. |
| ---- | ---- | ----------------------------------------------------------------------- | ------------------------------------------ | -------------------- | -------------------- | ---------- |
| 1    | 1    | Les 10 minutes de folie                                                 | The Crazy 10 Minutes Sale                  | 22 janvier 2008      | 12 octobre 2007      | 102        |
| 2    | 2    | Premier baiser                                                          | First Kiss                                 | 29 janvier 2008      | 19 octobre 2007      | 104        |
| 3    | 3    | L'Amour en chocolat                                                     | I Almost Drowned in a Chocolate Foutain    | 5 février 2008       | 26 octobre 2007      | 105        |
| 4    | 4    | Un petit boulot magique                                                 | New Employee                               | 12 février 2008      | 2 novembre 2007      | 107        |
| 5    | 5    | Une soirée désenchantée                                                 | Disenshanted Evening                       | 19 février 2008      | 9 novembre 2007      | 114        |
| 6    | 6    | Tapis, mon beau tapis !                                                 | You Can't Always Get What You Carpet       | 27 février 2008      | 10 novembre 2007     | 101        |
| 7    | 7    | Le Jeu de la vérité                                                     | Alex's Choice                              | 6 mars 2008          | 16 novembre 2007     | 109        |
| 8    | 8    | Attention chien dragon                                                  | Curb Your Dragon                           | 13 mars 2008         | 30 novembre 2007     | 108        |
| 9    | 9    | Alex fait son cinéma                                                    | Movies                                     | 20 mars 2008         | 14 décembre 2007     | 113        |
| 10   | 10   | Zappe le bouton !                                                       | Pop Me and We Both Go Down                 | 10 avril 2008        | 6 janvier 2008       | 103        |
| 11   | 11   | Potion tragique                                                         | Potion Commotion                           | 17 avril 2008        | 10 février 2008      | 110        |
| 12   | 12   | La Petite Sœur de Justin                                                | Justin's Little Sister                     | 7 mai 2008           | 9 mars 2008          | 117        |
| 1314 | 1314 | Le Château des Sorciers : 1re partieLe Château des Sorciers : 2e partie | Wizard School: Part 1Wizard School: Part 2 | 14 mai 2008          | 6 avril 2008         | 111112     |
| 15   | 15   | La Batte enchantée                                                      | The Supernatrual                           | 11 juin 2008         | 18 mai 2008          | 115        |
| 16   | 16   | Entre tonton et papa                                                    | Alex in the Middle                         | 15 juillet 2008      | 15 juin 2008         | 106        |
| 17   | 17   | Les Cobayes                                                             | Report Card                                | 22 juillet 2008      | 29 juin 2008         | 118        |
| 18   | 18   | Idées volées                                                            | Credit Check                               | 12 août 2008         | 6 juillet 2008       | 121        |
| 19   | 19   | Les Amoureux d'Alex                                                     | Alex's Spring Fling                        | 26 août 2008         | 20 juillet 2008      | 119        |
| 20   | 20   | Telle mère, telle fille                                                 | Quinceanera                                | 16 septembre 2008    | 10 août 2008         | 116        |
| 21   | 21   | Tableaux vivants                                                        | Art Museum Piece                           | 6 octobre 2008       | 31 août 2008         | 120        |

### Saison 2 (2008-2009)
| №        | #        | Titre français                                              | Titre original | Diffusions française | Diffusions originale                                 | Code prod.   |
| -------- | -------- | ----------------------------------------------------------- | --- | -------------------- | ---------------------------------------------------- | ------------ |
| 22       | 1        | Le Super Quiz                                               | Smarty Pants | 21 janvier 2009      | 12 septembre 2008                                    | 201          |
| 23       | 2        | Quand on parle du loup garou                                | Beware Wolf | 28 janvier 2009      | 21 septembre 2008                                    | 202          |
| 24       | 3        | Le Journal intime d'Alex                                    | Graphic Novel | 4 février 2009       | 5 octobre 2008                                       | 203          |
| 25       | 4        | La Course                                                   | Racing | 11 février 2009      | 12 octobre 2008                                      | 204          |
| 26       | 5        | Maximan                                                     | Alex's Brother, Maximan | 18 février 2009      | 19 octobre 2008                                      | 205          |
| 2728     | 67       | Magitech en péril : 1re partieMagitech en péril : 2e partie | Saving WizTech: Part 1Saving WizTech: Part 2                                                                                         | 25 février 2009      | 26 octobre 2008                                      | 208209       |
| 29       | 8        | La Révélation                                               | Harper Knows (A Wizard Outing) | 4 mars 2009          | 23 novembre 2008                                     | 206          |
| 30       | 9        | Souvenir d'enfance                                          | Taxi Dance | 11 mars 2009         | 7 décembre 2008                                      | 207          |
| 31       | 10       | Bébé Cupidon                                                | Baby Cupid | 18 mars 2009         | 14 décembre 2008                                     | 210          |
| 32       | 11       | Le Plan B du Futur                                          | Make It Hapen (Plan B) | 25 mars 2009         | 1er janvier 2009                                     | 211          |
| 33       | 12       | Conte de fées                                               | Fairy Tale | 8 avril 2009         | 25 janvier 2009                                      | 213          |
| 34       | 13       | La Robe enchantée                                           | Fashion Week | 15 avril 2009        | 15 février 2009                                      | 215          |
| 35       | 14       | La Main secourable                                          | Helping Hand | 22 avril 2009        | 16 février 2009                                      | 217          |
| 36       | 15       | La Prof d'art plastique                                     | Art Teacher | 29 avril 2009        | 1er mars 2009                                        | 214          |
| 37       | 16       | Voyage dans le temps                                        | Future Harper | 6 mai 2009           | 15 mars 2009                                         | 212          |
| 38       | 17       | Alex fait le bien                                           | Alex Does Good | 13 mai 2009          | 5 avril 2009                                         | 219          |
| 39       | 18       | La Fugue enchantée                                          | Hugh's Not Normous | 20 mai 2009          | 12 avril 2009                                        | 216          |
| 40       | 19       | Risque d'orage sur Waverly Place                            | Don't Rain on Justin's Parade - Earth                                                                                                | 3 juin 2009          | 19 avril 2009                                        | 227          |
| 41       | 20       | Jeu en famille                                              | Family Game Night | 10 juin 2009         | 26 avril 2009                                        | 218          |
| 42       | 21       | Sans Parole                                                 | Justin's New Girlfriend | 17 juin 2009         | 2 mai 2009                                           | 221          |
| 43       | 22       | Prof, ma prof                                               | My Tutor, Tutor | 22 juillet 2009      | 29 mai 2009                                          | 226          |
| 44       | 23       | Tableau Magique                                             | Paint by Committee | 26 août 2009         | 26 juin 2009                                         | 229          |
| 45       | 24       | Sorcier d'un jour                                           | Wizard for a Day | 23 septembre 2009    | 10 juillet 2009                                      | 230          |
| 46       | 25       | La Vie de croisière des Russo                               | Castaway to Another Show | 21 octobre 2009      | 17 juillet 2009                                      | 220          |
| 47484950 | 26272829 | SensationVénérationSéparationRésurrection                   | Wizards vs. Vampires on Waverly PlaceWizards vs. Vampires: Tasty BitesWizards vs. Vampires: Dream DateWizards & Vampires vs. Zombies | 28 octobre 2009      | 24 juillet 200931 juillet 20097 août 20098 août 2009 | 223224225228 |
| 51       | 30       | Le Nouvel Examen                                            | Retest | 4 novembre 2009      | 21 août 2009                                         | 222          |

### Saison 3 (2009-2010)
| №    | #    | Titre français                                                                                    | Titre original                                               | Diffusions française | Diffusions originale | Code prod. |
| ---- | ---- | ------------------------------------------------------------------------------------------------- | ------------------------------------------------------------ | -------------------- | -------------------- | ---------- |
| 52   | 1    | Frankengirl                                                                                       | Franken Girl                                                 | 20 janvier 2010      | 9 octobre 2009       | 301        |
| 53   | 2    | Halloween                                                                                         | Halloween                                                    | 27 janvier 2010      | 16 octobre 2009      | 302        |
| 54   | 3    | La Chasse aux monstres                                                                            | Monster Hunter                                               | 3 février 2010       | 23 octobre 2009      | 303        |
| 55   | 4    | La Fiancée en danger                                                                              | Three Monsters                                               | 10 février 2010      | 30 octobre 2009      | 304        |
| 56   | 5    | La Nuit au musée                                                                                  | Night at the Museum                                          | 17 février 2010      | 6 novembre 2009      | 306        |
| 57   | 6    | La Maison de poupée                                                                               | Doll House                                                   | 3 mars 2010          | 20 novembre 2009     | 305        |
| 58   | 7    | Le marathon d'Harper                                                                              | Marathoner Helper                                            | 10 mars 2010         | 4 décembre 2009      | 307        |
| 59   | 8    | Un garçon sous le charme                                                                          | Alex Charms a Boy                                            | 17 mars 2010         | 15 janvier 2010      | 313        |
| 6061 | 910  | Les Sorciers contre les loups-garous : 1re partieLes Sorciers contre les loups-garous : 2e partie | Wizards vs. Werevolves: Part 1Wizards vs. Werevolves: Part 2 | 24 mars 2010         | 22 janvier 2010      | 314315     |
| 62   | 11   | Positive à tout prix                                                                              | Positive Alex                                                | 31 mars 2010         | 26 février 2010      | 308        |
| 63   | 12   | La Colle                                                                                          | Detention Election                                           | 7 avril 2010         | 19 mars 2010         | 309        |
| 64   | 13   | Un petit air de Shakira                                                                           | Dude Looks Like Shakira                                      | 23 juin 2010         | 16 avril 2010        | 317        |
| 65   | 14   | Le Concert des Arrrghh                                                                            | Eat to the Beat                                              | 30 juin 2010         | 30 avril 2010        | 310        |
| 66   | 15   | Mise à l’écart                                                                                    | Third Wheel                                                  | 7 juillet 2010       | 30 avril 2010        | 311        |
| 67   | 16   | Révolution chez les sorciers                                                                      | The Good, The Bad and The Alex                               | 14 juillet 2010      | 7 mai 2010           | 312        |
| 68   | 17   | Western                                                                                           | Western Show                                                 | 4 août 2010          | 14 mai 2010          | 316        |
| 69   | 18   | Le Prix de la citoyenneté                                                                         | Alex's Logo                                                  | 11 août 2010         | 21 mai 2010          | 318        |
| 70   | 19   | Le Banquet                                                                                        | Dad's Buggin' Out                                            | 1er septembre 2010   | 4 juin 2010          | 319        |
| 71   | 20   | Le Secret de Max                                                                                  | Max's Secret Girlfriend                                      | 22 septembre 2010    | 11 juin 2010         | 321        |
| 72   | 21   | Le Temps des amours                                                                               | Alex Russo, Matchmaker?                                      | 22 septembre 2010    | 2 juillet 2010       | 322        |
| 73   | 22   | Un autre Justin                                                                                   | Delinquent Justin                                            | 6 octobre 2010       | 16 juillet 2010      | 323        |
| 74   | 23   | Le Capitaine Jim Bob Sherwood                                                                     | Captain Jim Bob Sherwood                                     | 13 octobre 2010      | 23 juillet 2010      | 320        |
| 75   | 24   | Sorciers contre Finkle                                                                            | Wizards vs. Finkles                                          | 20 octobre 2010      | 30 juillet 2010      | 325        |
| 76   | 25   | Un monde sans contradiction                                                                       | All About You-Niverse                                        | 20 octobre 2010      | 20 août 2010         | 326        |
| 77   | 26   | Oncle Ernesto                                                                                     | Uncle Ernesto                                                | 20 octobre 2010      | 27 août 2010         | 327        |
| 78   | 27   | Tourner la page                                                                                   | Moving On                                                    | 20 octobre 2010      | 10 septembre 2010    | 324        |
| 7980 | 2829 | Alex sauve Mason : 1re partieAlex sauve Mason : 2e partie                                         | Wizards Unleashed: Part 1Wizards Unleashed: Part 2           | 27 octobre 2010      | 1er octobre 2010     | 329330     |
| 81   | 30   | Les Sorciers contre le gouvernement                                                               | Wizards Exposed                                              | 3 novembre 2010      | 15 octobre 2010      | 328        |

### Saison 4 (2010-2012)
| №      | #    | Titre français                                                                            | Titre original                                                             | Diffusion française | Diffusion originale | Code prod. |
| ------ | ---- | ----------------------------------------------------------------------------------------- | -------------------------------------------------------------------------- | ------------------- | ------------------- | ---------- |
| 82     | 1    | La Faute ultime                                                                           | Alex Tells the World                                                       | 13 avril 2011       | 12 novembre 2010    | 401        |
| 83     | 2    | Alex abandonne                                                                            | Alex Gives Up                                                              | 20 avril 2011       | 27 novembre 2010    | 402        |
| 84     | 3    | Sans les pouvoirs...                                                                      | Lucky Charmed                                                              | 27 avril 2011       | 10 décembre 2010    | 403        |
| 85     | 4    | Voyage au centre de Mason                                                                 | Journey to the Center of Mason                                             | 3 mai 2011          | 17 décembre 2010    | 404        |
| 86     | 5    | Opération compétition                                                                     | Three Maxes and a Little Lady                                              | 10 mai 2011         | 7 janvier 2011      | 405        |
| 87     | 6    | La Petite Fille à son papa                                                                | Daddy's Little Girl                                                        | 11 mai 2011         | 21 janvier 2011     | 406        |
| 88     | 7    | Rosie                                                                                     | Everything's Rosie for Justin                                              | 24 mai 2011         | 4 février 2011      | 407        |
| 89     | 8    | Danse avec les anges                                                                      | Dancing with Angels                                                        | 31 mai 2011         | 11 février 2011     | 408        |
| 9091   | 2829 | Les Sorciers contre les anges : 1re partieLes Sorciers contre les anges : 2e partie       | Wizards vs. Angels: Part 1Wizards vs. Angels: Part 2                       | 18 mai 2011         | 18 février 2011     | 409410     |
| 92     | 10   | Le Retour de Max                                                                          | Back to Max                                                                | 14 juin 2011        | 11 mars 2011        | 411        |
| 93     | 11   | La Découverte de Zeke                                                                     | Zeke Finds Out                                                             | 5 juillet 2011      | 8 avril 2011        | 412        |
| 94     | 12   | Attention aux vœux                                                                        | Magic Unmasked                                                             | 26 juillet 2011     | 13 mai 2011         | 413        |
| 95     | 13   | Rencontre avec les loups-garous                                                           | Meet the Werewolves                                                        | 13 septembre 2011   | 17 juin 2011        | 415        |
| 96     | 14   | La Coupe des bêtes                                                                        | Beast Tamer                                                                | 20 septembre 2011   | 24 juin 2011        | 416        |
| 97     | 15   | Sorcier de l'année                                                                        | Wizard of the Year                                                         | 18 octobre 2011     | 8 juillet 2011      | 417        |
| 98     | 16   | La Prédiction                                                                             | Misfortune at the Beach                                                    | 8 novembre 2011     | 24 juillet 2011     | 420        |
| 99     | 17   | Les sorciers sauvent le monde !                                                           | Wizard vs. Astroid                                                         | 15 novembre 2011    | 19 août 2011        | 418        |
| 100    | 18   | Le Retour de Justin                                                                       | Justin's Back In                                                           | 22 novembre 2011    | 26 août 2011        | 419        |
| 101    | 19   | Alex marionnettiste                                                                       | Alex the Puppetmaster                                                      | 29 novembre 2011    | 16 septembre 2011   | 421        |
| 102    | 20   | Le Clone de Harper                                                                        | My Two Harpers                                                             | 6 décembre 2011     | 30 septembre 2011   | 422        |
| 103    | 21   | Les Sorciers de l'appartement 13 B                                                        | Wizards of Apartment 13B                                                   | 13 décembre 2011    | 7 octobre 2011      | 423        |
| 104    | 22   | La Colocataire fantôme                                                                    | Ghost Roommate                                                             | 10 janvier 2012     | 14 octobre 2011     | 424        |
| 105    | 23   | Le Bal des zombies                                                                        | Get Along, Little Zombie                                                   | 17 janvier 2012     | 21 octobre 2011     | 425        |
| 106    | 24   | Seuls contre tous                                                                         | Wizards vs. Everything                                                     | 24 janvier 2012     | 28 octobre 2011     | 426        |
| 107    | 25   | Voyage dans le passé                                                                      | Rock Around the Clock                                                      | 31 janvier 2012     | 4 novembre 2011     | 414        |
| 108    | 26   | Il était une fois                                                                         | Harperella                                                                 | 7 février 2012      | 18 novembre 2011    | 427        |
| 109110 | 2729 | Le Dernier Sorcier de la famille : 1re partieLe Dernier Sorcier de la famille : 2e partie | Who Will Be the Family Wizard: Part 1Who Will Be the Family Wizard: Part 2 | 16 février 2012     | 6 janvier 2012      | 428429     |

## Personnages

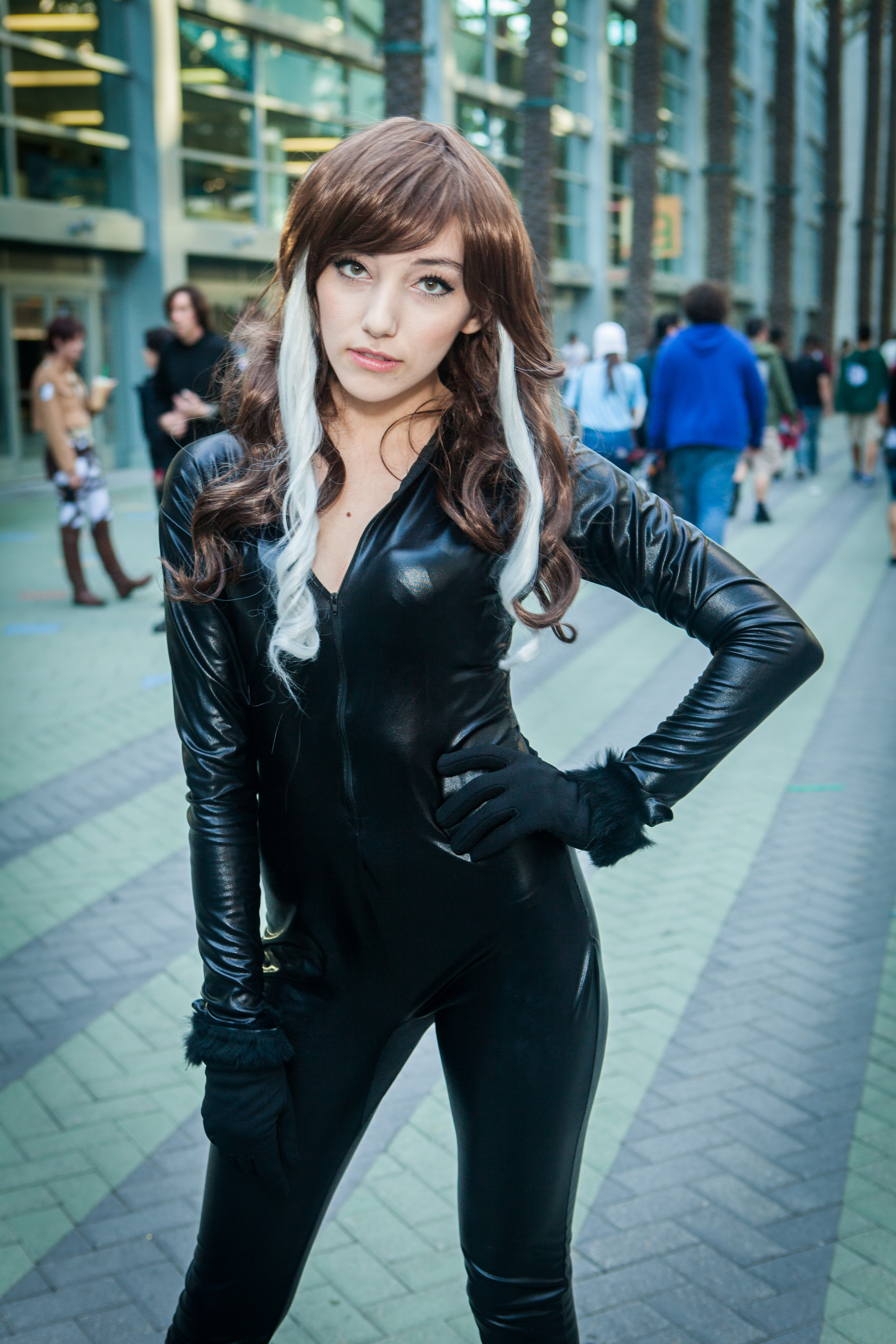
Cosplay des Sorciers de Waverly Palace.

### Personnages principaux
- Alex Russo ou Alexandra Marguerita Russo : Héroïne de la série. C'est une jeune sorcière en apprentissage aidé par son père mais dans l'épisode "entre tonton et papa" elle est aidée par son tonton qui n'est pas le meilleur de la famille en sorcellerie. Elle est très jolie, fainéante, sarcastique, manipulatrice, mais aussi sournoise, arrogante, cynique, espiègle, et entêtée. Son humour est dévastateur, et elle revendique le détournement des règles comme spécialité. Elle utilise souvent ses leçons de magie à des fins personnelles, mais ne les a pas étudiées de façon approfondie ce qui la met dans des situations difficiles. Il lui arrive toutefois d'avoir pitié des gens ou de les aider sans rien attendre en retour, mais comme elle le dit « il ne faut pas que ça devienne une habitude ». Elle aime taquiner son grand frère, parvient souvent à le manipuler et même à prendre le dessus sur ses deux frères en même temps. Elle est généralement complice avec son petit frère Max, bien qu'elle le taquine souvent aussi. Sans jamais l'avouer, elle aime beaucoup ses deux frères, particulièrement Justin. À plusieurs reprises, elle manipule ses parents. Mais on voit bien qu'elle les aime. Elle manifeste plus d'affection envers son père qu'envers sa mère. On la voit à plusieurs reprises sortir avec un Loup Garou nommé Mason (Gregg Sulkin).

- Justin Russo : C'est l'aîné des enfants de la famille Russo et un sorcier en apprentissage, il retient bien les formules magique et aussi les potions. Perfectionniste et studieux, Justin a dix-sept ans (saison 2). Alex et Max adorent l'embêter, et il se montre parfois prétentieux face à eux. Il est très maladroit avec les filles. C'est très souvent lui qui sort Alex du pétrin. Tous les deux ont une complicité qu'ils ne veulent avouer ni l'un ni l'autre. Il aime beaucoup sa  sœur. Il est persuadé qu'il va gagner la compétition familiale. Il va avoir une belle relation avec la vampire Juliet Van Heusen (Bridgit Mendler).

- Max Russo : C'est le petit frère d'Alex et de Justin et lui aussi est un sorcier en apprentissage. Il lui arrive de se retrouver fréquemment dans des situations rocambolesques malgré lui. Il est particulièrement naïf, mais montre parfois de nombreux signes d'intelligence. Il aide souvent Alex dans ses différentes farces contre Justin.

- Harper Finkle : Meilleure amie d'Alex et amoureuse de Justin. Elle a des goûts vestimentaires particuliers : elle coud elle-même ses habits, notamment en y incluant souvent des fruits frais, des canards en plastiques, de marqueurs,des crayons de couleur... Elle espère souvent attirer l'attention de Justin, même si elle panique dès qu'il se rapproche d'elle. Juste après Justin, elle craque sur Zeke (meilleur ami de Justin) et arrive à avoir une relation avec lui (saison 3). Elle apprend par Alex l'existence de la magie, ainsi que le fait qu'elle et ses frères sont des sorciers[7] ; dès lors, elle prendra part à toutes les aventures magiques. Alex a souvent utilisé la magie (sans que Harper le sache) pour aider Harper dans les concours.

- Jerry Russo : Le père d'Alex, de Max et Justin. Ayant remporté la compétition familiale des sorciers, il est autorisé à conserver ses pouvoirs, mais il les abandonne et les donne à son frère Kelbo Russo pour pouvoir épouser Theresa (mère d'Alex, Justin et de Max) qui est une mortelle. Il initie ses trois enfants à l'usage de la magie, et intervient parfois en dernier recours pour sortir des situations inextricables dans lesquelles ses enfants (et surtout sa fille Alex) se mettent. S'il est souvent fait manipuler par elle, il la punit dans presque tous les épisodes. Moins autoritaire que sa femme, c'est un père un peu farfelu qui aime s'amuser.

- Theresa Russo : La mère d'Alex, de Max et Justin, d'origine mexicaine. Elle punit souvent Alex. Elle déteste l'utilisation de la magie, n'étant pas une sorcière, se dispute souvent avec son mari, et tente parfois de transmettre sa culture mexicaine à ses enfants. C'est une mère stricte qui aime ses enfants.

### Personnages secondaires
- Professeur Crumbs : C'est l'ex-directeur de Magitech, l'école de magie des sorciers, située dans un château.

- Dean : Petit ami d'Alex dans la saison 2, à partir de l'épisode 4. Dans cette saison, il apparaît quasiment à chaque épisode. Ils rompent lorsque ce dernier déménage. Dans la saison 4, il reviendra, sans succès, conquérir le cœur d'Alex.

- Gigi (Gertrude) : C'est la pire ennemie d'Alex et Harper. Gigi est une fille très populaire au lycée. Dans Les dix minutes de folie, Alex et elle s'affrontent lors des « 10 minutes de folie » et Alex dévoile le vrai prénom de Gigi (Gertrude). Dans un autre épisode, elle entre par magie dans le journal intime d'Alex et dévoile à tout le monde les secrets d'Alex. Elle apparait rarement pendant la saison 2, puis plus du tout à partir de la saison 3. Alex et elle se détestent depuis le jardin d'enfant,là où Gigi (Gertrude) avait renversé du jus de fruits sur la couverture d'Alex et avait fait croire aux autres qu'elle avait eu un "accident".

- Juliet : Juliet Van Heusen est une vampire, petite amie de Justin. Elle apparaît pour la première fois à la fin de la saison 2. Elle disparait au cours de la saison 3, capturée par une momie. Retrouvée par les enfants Russo, elle est griffée par le loup-garou Mason, retrouve son apparence réelle qui correspond à l'âge de 2193 ans. Elle annonce à Justin qu'elle le quitte, au grand désespoir de celui-ci. Harper Finkle prend son apparence lors de l'épisode Tourner la page, afin d'aider Justin à « tourner la page » de leur relation, à la veille de ce qui devait être son 2194e anniversaire.

- Hershel Laritate : C'est le directeur de l'école secondaire des trois sorciers. Justin Russo est son élève préféré. Il est passionné par les cow-boys et le monde du western, employant souvent des expressions qui y font référence. Tous les matins, Alex est punie dans son bureau. Mais ce n'est pas vraiment une punition car ils y échangent leur petit déjeuner et y discutent très tranquillement.

- Mason : Petit ami d'Alex (saison 3 et 4). Il est Anglais, et artiste, comme Alex (son thème préféré sont les chiens). Il apparait dans plusieurs épisodes, et son identité secrète est dévoilée dans l'épisode Les sorciers contre les loups-Garous : comme le nom de l'épisode l'indique ...c'est un loup-garou. Il est transformé en loup après avoir été mordu par la vampire Juliet (avec laquelle il a eu une relation trois cents ans plus tôt). Puis Mason s'en va car il est transformé en loup-garou "pour toujours" il quitte Alex et s'en va dans la forêt. Lors d'une émission, on parle d'un loup peintre, Alex se reconnait sur les dessins, comprend qu'il parle de Mason et décide de partir à sa recherche. Justin va trouver un sort qui le fait redevenir humain. Ils apprennent qu'ils devront rompre quand Alex voudra quitter la compétition des sorciers. Alors, elle décide de ne rien quitter pour lui.

- Miranda : La première petite amie de Justin qui n'apparait que très rarement et uniquement dans la saison 1. C'est une fille gothique. Contrairement aux autres filles, elle aime ce qui peut faire peur et déteste les garçons qui « font les beaux gosses ».

- Riley : Petit ami d'Alex au début de la saison 1.

- Stevie : Temporairement amie d'Alex (saison 3), elle est également une sorcière. Dans Révolution chez les sorciers,  elle est changée par Alex en une statue de glace que Max casse accidentellement.

- Zeke : C'est le meilleur ami de Justin Russo. Il a une relation avec Harper (saison 3). Il a un très bon talent de danseur, qu'on peut constater dans Résurrection. Dans la saison 4, il apprend que les Russo sont une famille de sorciers.

## Livres
- Hors-Série : Le Roman du Film
- Tome 1  : Haute Voltige
- Tome 2  : Tout feu, tout Flamme
- Tome 3  : Le bal de Promo
- Tome 4  : Dans la Gueule du Loup
- Tome 5  : L'Ecole des Sorciers
- Tome 6  : Coup De Foudre !
- Tome 7  : Un Frère trop Parfait
- Tome 8  : Une Soirée Désenchantée
- Tome 9  : Revit Up ! (Titre Français inconnu)
- Tome 10 : Alex Vs Alex

## Thème musical
- La chanson du générique est Everything Is Not What It Seems, interprétée par Selena Gomez[8].
- La chanson chantée dans l'épisode Plan B est Make it happen interprétée par David Henrie et Selena Gomez[9].
- La chanson chantée dans le générique de fin du film Les Sorciers de Waverly Place, le film est Magic interprétée par Selena Gomez[10].
- La chanson du début du film est Magic la version de Honor Society.
- La chanson chantée dans les épisodes Alex sauve Mason et After the Rain, there's the Wizards est ''A Year Without Rain'' interprétée par Selena Gomez[11].
- Une nouvelle version du générique est adaptée pour la quatrième et dernière saison. Elle inclut des scènes issues des saisons 3 et 4. Cette version est toujours interprétée par Selena Gomez[12].

## Distinctions
| Année | Prix                                       | Catégorie                                       | Pour                 | Résultat   |
| ----- | ------------------------------------------ | ----------------------------------------------- | -------------------- | ---------- |
| 2007  | Alma Award                                 | "Meilleur acteur dans une série"                | Jake T. Austin       | Nomination |
| 2007  | Alma Award                                 | "Meilleure performance dans une série"          | Selena Gomez         | Nomination |
| 2007  | Imagen Award                               | "Meilleure actrice"                             | Selena Gomez         | Nomination |
| 2009  | Image Award                                | "Meilleure performance dans une série jeunesse" | Selena Gomez         | Nomination |
| 2009  | Nickelodeon Kids' Choice Awards            | "Actrice préférée"                              | Selena Gomez         | Lauréat    |
| 2009  | Young Artist Award                         | "Meilleure actrice"                             | Selena Gomez         | Nomination |
| 2009  | Primetime Emmy                             | "Meilleure série"                               | Équipe               | Lauréat    |
| 2009  | Alma Award                                 | "Meilleure actrice"                             | Selena Gomez         | Lauréat    |
| 2009  | Alma Award                                 | "Meilleure actrice"                             | María Canals Barrera | Nomination |
| 2009  | Imagen Award                               | "Meilleure actrice"                             | Selena Gomez         | Nomination |
| 2010  | Image Award                                | "Meilleure série jeunesse"                      | Selena Gomez         | Nomination |
| 2010  | Nickelodeon Kids' Choice Awards            | "Série préférée"                                | Équipe               | Nomination |
| 2010  | Nickelodeon Kids' Choice Awards            | "Actrice préférée"                              | Selena Gomez         | Lauréat    |
| 2010  | Teen Choice Awards                         | "Actrice préférée"                              | Selena Gomez         | Lauréat    |
| 2010  | Teen Choice Awards                         | "Série préférée"                                | Équipe               | Nomination |
| 2010  | Primetime Emmy                             | "Meilleure série"                               | Équipe               | Nomination |
| 2010  | Primetime Emmy                             | "Meilleur film jeunesse" (pour le film)         | Équipe               | Lauréat    |
| 2010  | Nickelodeon Australian Kids' Choice Awards | "Série préférée"                                | Équipe               | Nomination |
| 2010  | Nickelodeon Australian Kids' Choice Awards | "Star favorite"                                 | Selena Gomez         | Lauréat    |
| 2010  | British Academy Children's Awards          | "BAFTA Kid’s Vote: TV"                          | Équipe               | Lauréat    |
| 2012  | Casting Society of America Awards          | "Meilleur casting d'une série pour enfants"     |                      | Lauréat    |

## International
| Pays | Chaîne(s)                                     | Première diffusion                        |
| --- | --------------------------------------------- | ----------------------------------------- |
| Asie - Corée du Sud - Brunei - Malaisie - Indonésie - Philippines - Singapour - Thaïlande - Viêt Nam - Hong Kong | Disney Channel Asia                           | 18 avril 2008                             |
| Australie | Disney Channel Australia Channel Seven        | 19 octobre 2007 4 octobre 2008            |
| Brésil | Disney Channel                                | 11 avril 2008                             |
| Moyen-Orient - Jordanie - Arabie saoudite - Émirats arabes unis - Liban - Égypte - Tunisie - Algérie             | Disney Channel Middle East, MBC4              | 12 octobre 2007                           |
| Canada | Family                                        | 26 octobre 2007                           |
| Scandinave - Danemark - Norvège - Suède - Finlande                                                               | Disney Channel Nordic                         | 29 février 2008                           |
| Francophone - France - Belgique - Luxembourg - Suisse - Québec                                                   | Disney Channel France NRJ 12 Club RTL VRAK.TV | 22 janvier 2008 31 août 2009 24 août 2009 |
| Allemagne | Disney Channel Deutschland                    | 8 mars 2008                               |
| Inde | Disney Channel India                          | 5 mai 2008                                |
| Italie | Disney Channel Italia                         | 26 janvier 2008                           |
| Japon | Disney Channel Japan                          | 18 avril 2008                             |
| Amérique latine - Mexique - Pérou - Colombie - République dominicaine - Chili                                    | Disney Channel Latin America                  | 23 mars 2008                              |
| Taïwan | Disney Channel Taïwan                         | 4 novembre 2008                           |
| Royaume-Uni | Disney Channel UK & Ireland                   | 4 novembre 2007                           |
| Espagne | Disney Channel Espana, Antena 3               | 18 janvier 2008                           |
| Portugal | Disney Channel Portugal, SIC                  | 18 janvier 2008                           |
| Roumanie | Disney Channel                                | 19 septembre 2009                         |
| Pologne | Disney Channel Polska                         | 2 décembre 2008                           |
| Russie | STS Disney Channel (Russia)                   | 2 novembre 2009 11 août 2010              |
| Suisse | SF Zwei                                       | 11 avril 2009                             |